# Onthophagus bivertex
Onthophagus bivertex är en skalbaggsart som beskrevs av Lucas Friedrich Julius Dominikus von Heyden 1887. Onthophagus bivertex ingår i släktet Onthophagus och familjen bladhorningar. Inga underarter finns listade i Catalogue of Life.